# Старомусинский сельсовет (Чишминский район)
Старомусинский сельсове́т (баш. Иҫке Муса ауыл советы) — упразднённая в 2008 году административно-территориальная единица и сельское поселение (тип муниципального образования) в составе Чишминского района Башкортостана. Объединён с сельским поселением Чувалкиповский сельсовет. Административный центр — село  Старомусино.
Код ОКАТО — 80257860000.

## География
Протекают  реки Уршак, Малый Кизяк, Бузанак.

### Географическое положение
На 2008 год граничил с муниципальными образованиями:  Дурасовский сельсовет, Новотроицкий сельсовет, Ибрагимовский сельсовет, Чувалкиповский сельсовет (Приложение 52о  к Закону Республики Башкортостан от 17.12.2004 N 126-з (ред. от 19.11.2008) „О границах, статусе и административных центрах муниципальных образований в Республике Башкортостан“).

## Состав
- с. Старомусино — административный центр,
- с. Кызылга
- с. Новокиевка,
- д. Абраево.

## История
В 2008 году произошло объединение Старомусинского и Чувалкиповского сельсоветов с сохранением наименования «Чувалкиповский» (Закон Республики Башкортостан от 19.11.2008 N 49-з «Об изменениях в административно-территориальном устройстве Республики Башкортостан в связи с объединением отдельных сельсоветов и передачей населённых пунктов»).

## Транспорт
Автодорога 80Н-546.